# Куба (приток Серги)
Куба — река в России на Среднем Урале, протекает в Нижнесергинском районе Свердловской области. Устье реки находится в 7,8 км по левому берегу реки Серга (Михайловский пруд). Длина реки составляет 23 км.

## Данные водного реестра
По данным государственного водного реестра России относится к Камскому бассейновому округу, водохозяйственный участок реки — Уфа от Нязепетровского гидроузла до Павловского гидроузла, без реки Ай, речной подбассейн реки — Белая. Речной бассейн реки — Кама.
Код объекта в государственном водном реестре — 10010201112111100020810.